# باد بلود
باد بلود ويمكن ترجمتها إلى «ضغينة» (بالإنجليزية: Bad Blood)‏ هي أغنية للمغنية الأمريكية تايلور سويفت مِن ألبومها الخامس 1989. تُعدّ الأغنية ثامن أغنية في الألبوم كما أُطلقت الأغنية كرابع أغنية منفردة من الألبوم بنسخة معدّلة في 17 مايو 2015 حيث يشارك تايلور سويفت في الغناء في النسخة المعدّلة المغني الأمريكي كندريك لامار. النسخة الأصلية مِن كتابة سويفت وماكس مارتن وشيلباك. شارك كندريك لامار في كتابة النسخة المعدّلة. تصف كلمات أغنية «باد بلود (Bad Blood)» خيانة صديقة مقرّبة من سويفت.
لاقتْ النسخة المعدّلة من الأغنية استحسان النقاد الذين أثنوا على إنتاجها وعلى مشاركة لامار فيها. احتلتْ الأغنية المركز الأول في أستراليا، كندا، نيوزلندا، اسكتلندا، والولايات المتحدة لتُصبح ثالث أغنية منفردة مِن ألبوم 1989 تحتل المركز الأول. فيديو الأغنية المُصاحب للأغنية من إخراج جوزيف خان وتظهر فيه بعض صديقات سويفت. فاز الفيديو بجائزة فيديو العام وجائزة أفضل تعاون فنّي في حفل جوائز إم تي في للأغاني المصورة. ترشحتْ الأغنية والفيديو المُصاحب لها لجائزتيّ غرامي: جائزة أفضل أداء ثنائي عن فئة البوب وجائزة أفضل فيديو كليب.

## كتابة وتركيبة الأغنية
كتبتْ تايلور سويفت الأغنية عن مُغنية لم تُسَمِيها سويفت. حاولتْ هذه المغنية بحسب زعم تايلور سويفت أن تُخرب إحدى حفلات سويفت عن طريق توظيف نفس الأشخاص الذين كانوا يعملون مع سويفت. خمّنتْ وسائل إعلام مثل مجلة بيلبورد ومجلة رولينغ ستون ومجلة تايم وصحيفة واشنطن بوست بأن هذه المُغنية هي المُغنية الأمريكية كاتي بيري. غير إن تايلور سويفت صرّحتْ لمجلة جي كيو في عام 2015 قائلة:
‘‘تلك الأغنية تتحدث عن خسارة صديقة... لكن الناس بدأوا يُخمنون عمن تكون الأغنية. أنا لم أقل شيئاً يُمكن أن يُشير لشخصٍ مُعيّن.’’
تُصنف الأغنية موسيقياً كأغنية من نوع إلكتروبوب. قارن الكاتب جيم أسواد مِن مجلة بيلبورد بين الأغنية وأغنية «هولاباك غيرل» للمغنية الأمريكية غوين ستيفاني. كما قارنت كيتي إمباير مِن صحيفة الغارديان بين الأغنية وأغاني المغنية البريطانية شارلي إكس سي إكس.

## آراء النقاد

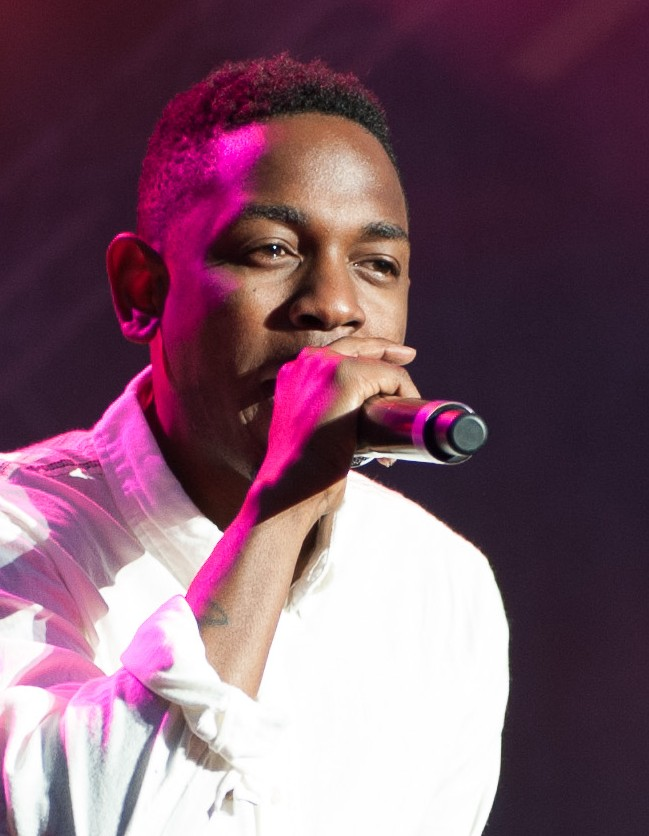
أثنى النقاد على ظهور كيندريك لامار في فيديو الأغنية

تلقتْ النسخة الأصلية من الأغنية آراء سلبية من النقاد الذين وصفوها بالمُبتذلة كما انتقدوا كلماتها. غير إن مجلة إنترتينمنت ويكلي صنّفتْ الأغنية كواحدة مِن أفضل الأغاني في الألبوم.
بالمقابل، لاقتْ النسخة المُعدّلة مِن الأغنية استحسان النقاد حيث أثنى النقاد على مشاركة كندريك لامار. وصف جورج سيبورك مِن مجلة ذا إدج الأغنية بأنها ‘‘عظيمة’’ وقال بأن مشاركة لامار الغناء مع سويفت سيشكّل ‘‘ثنائياً قوياً’’.

## نجاح تجاري
بعد إطلاق الفيديو كليب الخاص بالأغنية في حفل جوائز بيلبورد، احتلتْ النسخة المُعدّلة المركز الأول على قائمة بيلبورد حيث باعتْ 385,000 نسخة لتُصبح بذلك ثالث أغنية تحتل المركز الأول بعد أغنية «Shake It Off» وأغنية «Blank Space» ما جعل مِن تايلور سويفت ثاني مغنية بعد المغنية البريطانية أديل التي تحتل ثلاث من أغانيها من نفس الألبوم المركز الأول على قائمة بيلبورد. احتلت الأغنية المركز الأول لأسبوعٍ واحد قبل تُزيحها أغنية «أراك مجدداً (See You Again)» للمغني الأمريكي ويز خليفة. مع نهاية عام 2015 كانت الأغنية قد باعتْ 2,580,000 نسخة رقمية في الولايات المتحدة.

## فيديو الأغنية
الفيديو كليب مِن إخراج جوزيف خان الذي أخرج فيديو أغنية «بلانك سبيس». جرى تصوير الفيديو في 12 أبريل 2015 في لوس أنجلوس غير إن أحداث الفيديو تقع في لندن. يتضمن الفيديو الخاص بالأغنية بعض صديقات سويفت من بينهن كارلي كلوس، لينا دنام، ليلي ألدريج، زيندايا، هايلي وليامز، جيجي حديد، إيلي غاولدينج، هايلي ستاينفيلد، جيسيكا ألبا، كارا ديليفين وسيلينا غوميز. تؤدي تايلور سويفت الأغنية إلى جانب المغني الأمريكي كندريك لامار الذي يظهر أيضاً في الفيديو. وكل واحد من المشتركين له شخصية مُعيّنة يلعبها. شخصيات الفيديو هي:
- أرسين (Arsyn) ــ سيلينا غوميز.
- ويلفين دا غرايت ( Welvin da Great) ــ كندريك لامار.
- لاكي فيوري (Lucky Fiori) ــ لينا دنام.
- ترينيتي (The Trinity) ــ هايلي ستاينفيلد.
- دايلما (Dilemma) ــ سيرايا.
- سلاي زي (Slay-Z) ــ جيجي حديد.
- هومسلايس (Homeslice) ــ مارثا هانت.
- مذر تشاكر (Mother Chucker) ــ كارا ديليفين.
- كت-ثروت (Cut-Throat) ــ زيندايا.
- ذا كريمزن كِرس (The Crimson Curse) - هايلي وليامز.
- فروستبايت (Frostbyte) ــ ليلي ألدريج.
- نوكأوت (Knockout) ــ كارلي كلوس.
- دومينو (Domino) ــ جيسيكا ألبا.
- جاستيس (Justice) ــ ماريسكا هارجيتاي.
- لونا (Luna) ــ إيلين بومبيو.
- هيدمستريس (Headmistress) ــ سيندي كروفورد.

قارن دانييل أداريو الكاتب من مجلة تايم الفيديو بفيلم مدينة الخطيئة. بحلول فبراير من عام 2016 تجاوز عدد مشاهدات الفيديو 740 مليون مشاهدة على يوتيوب.
ترشح فيديو كليب أغنية «باد بلود» لثمانِ جوائز إم تي في للموسيقى المصورة. وفاز في النهاية بجائزة فيديو العام وجائز أفضل تعاون فنّي. كما ترشح الفيديو لجائزة غرامي عن فئة أفضل فيديو كليب.

## جوائز
| السنة | الجهة                         | الجائزة                                 | النتيجة | المرجع |
| ----- | ----------------------------- | --------------------------------------- | ------- | ------ |
| 2015  | جائزة اختيار المراهقين        | جائزة أفضل تعاون فنّي                    | فازت    | [ 22 ] |
| 2015  | جائزة الإم تي في للفيديو كليب | جائزة فيديو العام، جائزة أفضل تعاون فنّي | فازت    | [ 21 ] |
| 2015  | جوائز الموسيقى الأوروبية MTV  | جائزة أغنية العام                       | فازت    | [ 23 ] |
| 2015  | جائزة الموسيقى الأمريكية      | جائزة أفضل تعاون فني                    | ترشحت   | [ 24 ] |
| 2016  | جوائز بيبول تشويس             | جائزة الأغنية المفضلة                   | ترشحت   | [ 25 ] |

## روابط خارجية
- "Bad Blood" على يوتيوب